# Détroit d'Honguedo

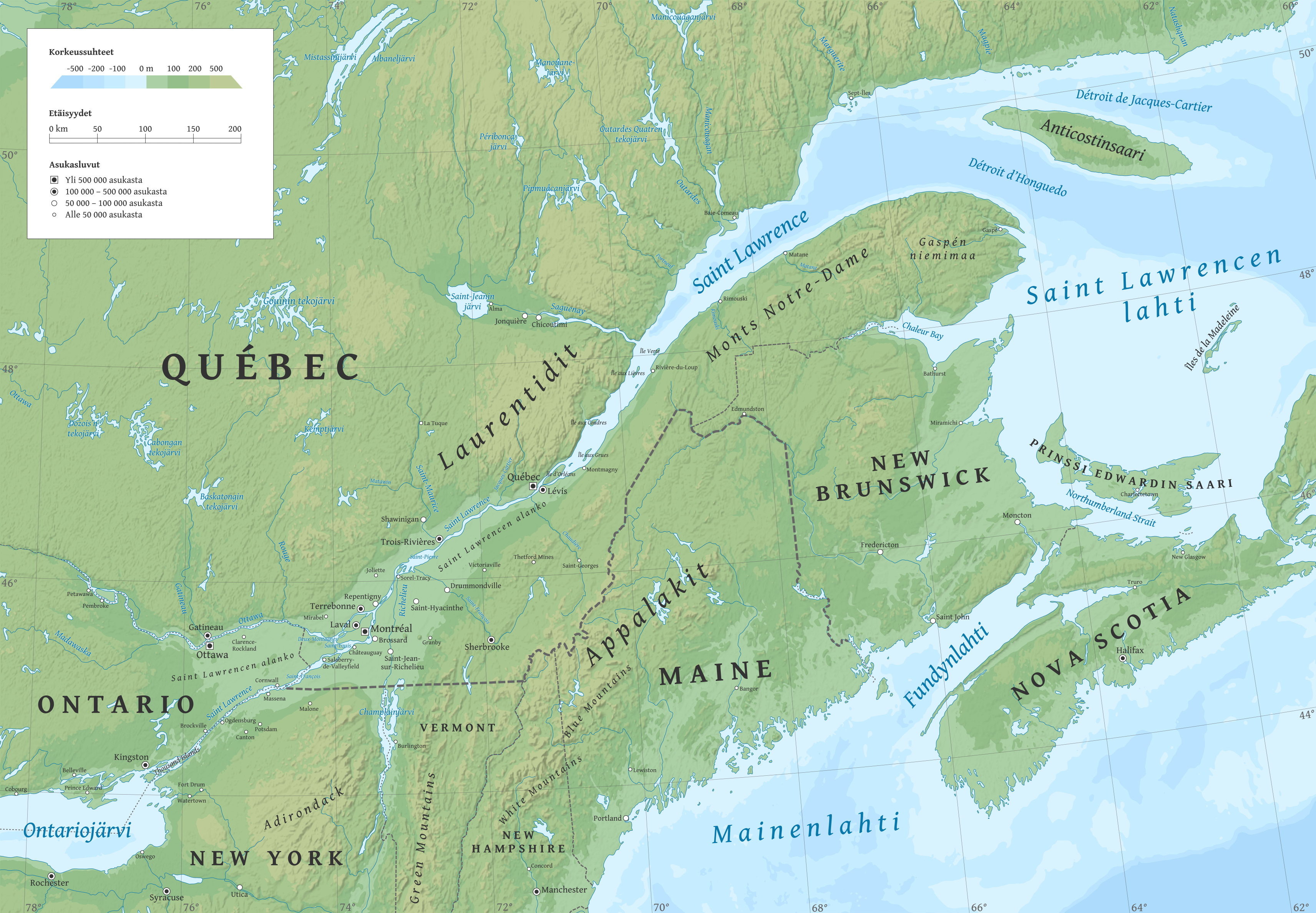
Localisation du détroit d'Honguedo entre l'île d'Anticosti et la péninsule de Gaspé.

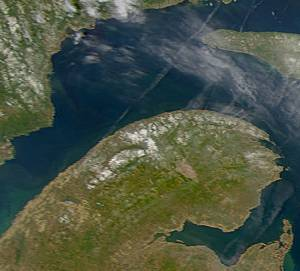
Vue satellitaire du détroit d'Honguedo.

Le détroit d'Honguedo est un passage maritime situé entre l'Île d'Anticosti et la péninsule de Gaspé au Québec.
Ce détroit a une longueur d'environ 70 kilomètres dont la partie ouest fait partie du fleuve Saint-Laurent et la partie est du golfe du Saint-Laurent. Il est le pendant du détroit de Jacques-Cartier qui sépare l'île d'Anticosti et la péninsule du Labrador. 
Le nom Honguedo est apparu sur un rapport de Jacques Cartier vers 1535-1536. Au XVIe siècle, ce détroit était connu sous le nom de "détroit de Saint-Pierre", notamment sur la carte de Gerardus Mercator (1569) et de Cornelius van Wytfliet (1597).
En 1934, la Commission de géographie du Québec a officiellement adopté le nom de Honguedo pour célébrer le 400e anniversaire de l'arrivée de Jacques Cartier en Amérique du Nord.
Selon certains, Honguedo serait un mot micmac signifiant lieu de rassemblement. D'autres prétendent qu'il s'agit plutôt d'un nom iroquois ; dans le vocabulaire recueilli par Jacques Cartier, on trouve le mot hehonguesto, son propre nez, qui serait à rapprocher de honguedo. Jacques-Cartier nota le 15 août 1535 : « Le landemain jour Notre Dame d'aoust XVe [...] eusmes congnoissance de terres qui nous demouroient vers le su qui est une terre à haultes montaignes à merveilles ». Il baptisa plutôt ces montagnes du nom de « haultes montaignes de Honguedo ». Ces dernières furent dénommée par la suite Monts Notre-Dame.